# Favorinus
Favorinus, Faworyn, Faworinus, Faworynus, Faworinos (stgr. Φαβωρῖνος) (ur. ok. 80 w Arelatum, zm. ok. 160) – galijski filozof, sofista i retor, działający w starożytnym Rzymie. 
Flawiusz Filostrat napisał, że Favorinus był człowiekiem trzech paradoksów: Galem żyjącym jak Hellen, eunuchem oskarżonym o cudzołóstwo, osobą kłócącą się z cesarzem, która mimo to przeżyła. 

## Życiorys
Favorinus urodził się w Arelatum w Gallii Narbonensis jako osoba interpłciowa, miał wysoki eunuchoidalny głos oraz nigdy nie miał zarostu. W Marsylii kształcił się w gramatyce i być może w retoryce. Następnie w latach około 96–100 brał udział w wykładach Diona Chryzostoma i Epikteta. Podczas podróży do Grecji nawiązał przyjaźń z Plutarchem, z którym rywalizował w liczbie skomponowanych utworów. W latach około 105–107 mieszkał w Atenach, następnie powrócił do Rzymu. Ponownie przebywał w Atenach w latach dwudziestych II wieku, gdzie pełnił funkcję kierownika szkoły filozoficznej. Jego nieformalnym uczniem był Herod Attyk. Podczas podróży do Jonii, popierany przez Efez, rozpoczął rywalizację z Polemonem z Laodycei, który był popierany przez Smyrnę. Spór ten doprowadził do podzielenia środowiska sofistów. Skazany na wygnanie z powodu oskarżenia o cudzołóstwo przez nieznanego z nazwiska konsula rzymskiego oraz odmowy przyjęcia funkcji archiereusa w concilium Galliae Narbonensis, w latach 133–138 przebywał na wyspie Chios. Po powrocie z wygnania na stałe zamieszkał w Rzymie. Prowadził życie na wysokim poziomie: był przyjmowany na dworze cesarskim, organizował uczty literackie, miał wielu uczniów i przyjaźnił się wieloma intelektualistami, w lecie przebywał w Antium i Ostii. 
Uczniami Favorinusa byli Aleksander Peloplaton, prokonsul Gaius Asinius Quadratus Protimus oraz Demetriusz z Aleksandrii. 

## Twórczość
Favorinus wygłaszał mowy improwizowane, również na mniej poważne tematy, które uważał za istotne dla ćwiczenia umysłu (pochwała Tersitesa, pochwała gorączki, mowa po grecku o astrologach i chaldejczykach). W jego mowach charakterystyczne były rytm, ton głosu oraz spojrzenie, natomiast epilogi jego mów (zwane przez niego samego „odami”) wygłaszane były nieomal śpiewem. 
Nie zachowały się żadne dzieła filozoficzne. Do obecnych czasów dotrwały dwa utwory retoryczne we fragmentach (Mowa Koryntyjska, O losie) oraz jeden w całości, odnaleziony w Bibliotece Watykańskiej, na odwrocie papirusu z Marmaryki O wygnaniu. 

## Upamiętnienie
Już za życia pomniki jego osoby znajdowały się w salach bibliotek korynckich i ateńskich. Zostały one usunięte po skazaniu Favorinusa na wygnanie przez cesarza Hadriana. 